# Japansk idegran
Japansk idegran (Taxus cuspidata) är en barrväxtart.
Arten beskrevs av Philipp Franz von Siebold och Joseph Gerhard Zuccarini. Japansk idegran ingår i släktet idegranar och familjen idegransväxter. Arten förekommer tillfälligt i Sverige, men reproducerar sig inte.
Trädet växer vilt i Japan, Koreanska halvön, nordöstra Kina och östra Ryssland. Träden blir 10–18 meter höga. Den är också en prydnadsväxt, dock en giftig sådan.
Arten växer i kulliga områden och i bergstrakter mellan 100 och 1600 meter över havet. Den ingår i barrskogar och i blandskogar. I nordöstra Kina är typiska andra barrträd i samma skogar arter som Abies nephrolepis, Picea jezoensis, koreatall och dahurlärk. I östra Ryssland och norra Japan hittas japansk idegran ofta tillsammans med Abies sachalinensis, Picea glehnii, japansk lärk och med olika lövträd. I södra Japan domineras skogarna av arter från lönnsläktet och andra lövträd som Ulmus davidiana, Tilia japonica, Juglans ailanthifolia och Quercus mongolica.
För artens trä förekommer flera olika användningsområden som för möbler eller för verktyg. Inom den traditionella asiatiska medicinen brukas extrakt från barken, träet, barren och rötterna. Dessutom utvinns ett botemedel mot cancer från japansk idegran. När de giftiga alkaloiderna avlägsnas kan oljan från artens frön användas.
Vilda bestånd av japansk idegran är sällsynta men arten är vanlig i brukade skogar. Den är även ett typiskt träd för bonsai. Året 1855 introducerade Robert Fortune japansk idegran i Europa. Den infördes senare även i Nordamerika.
På grund av det intensiva bruket försvann några mindre populationer. I andra områden är japansk idegran vanligt förekommande. IUCN kategoriserar arten globalt som livskraftig.

## Underarter
Arten delas in i följande underarter:
- T. c. nana
- T. c. cuspidata

## Bildgalleri

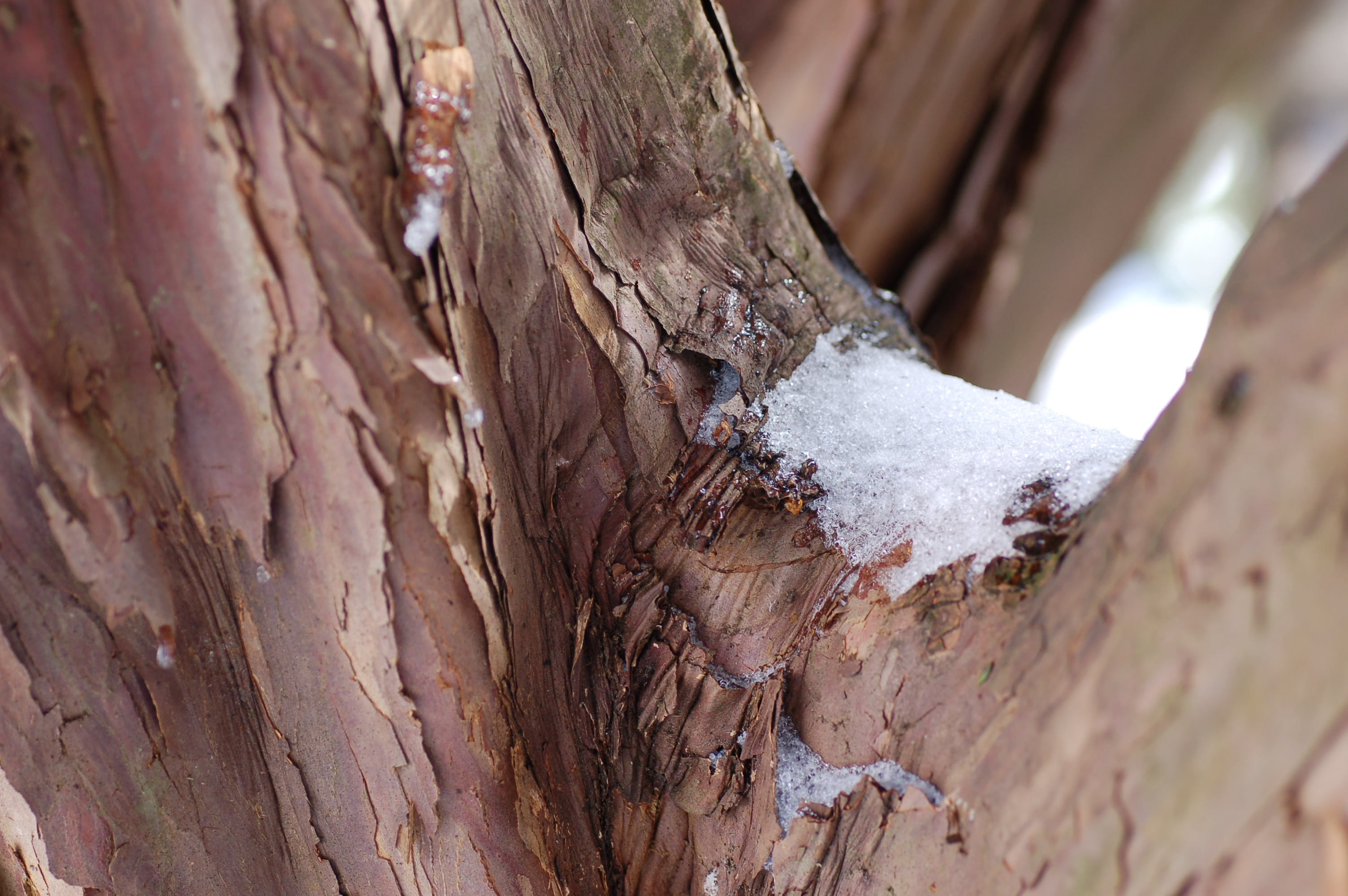
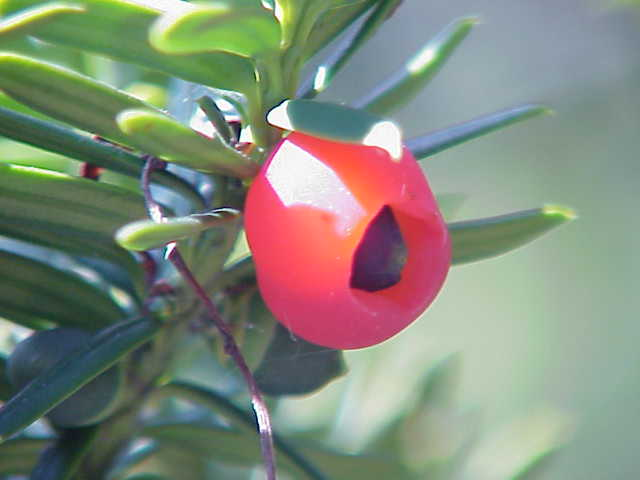
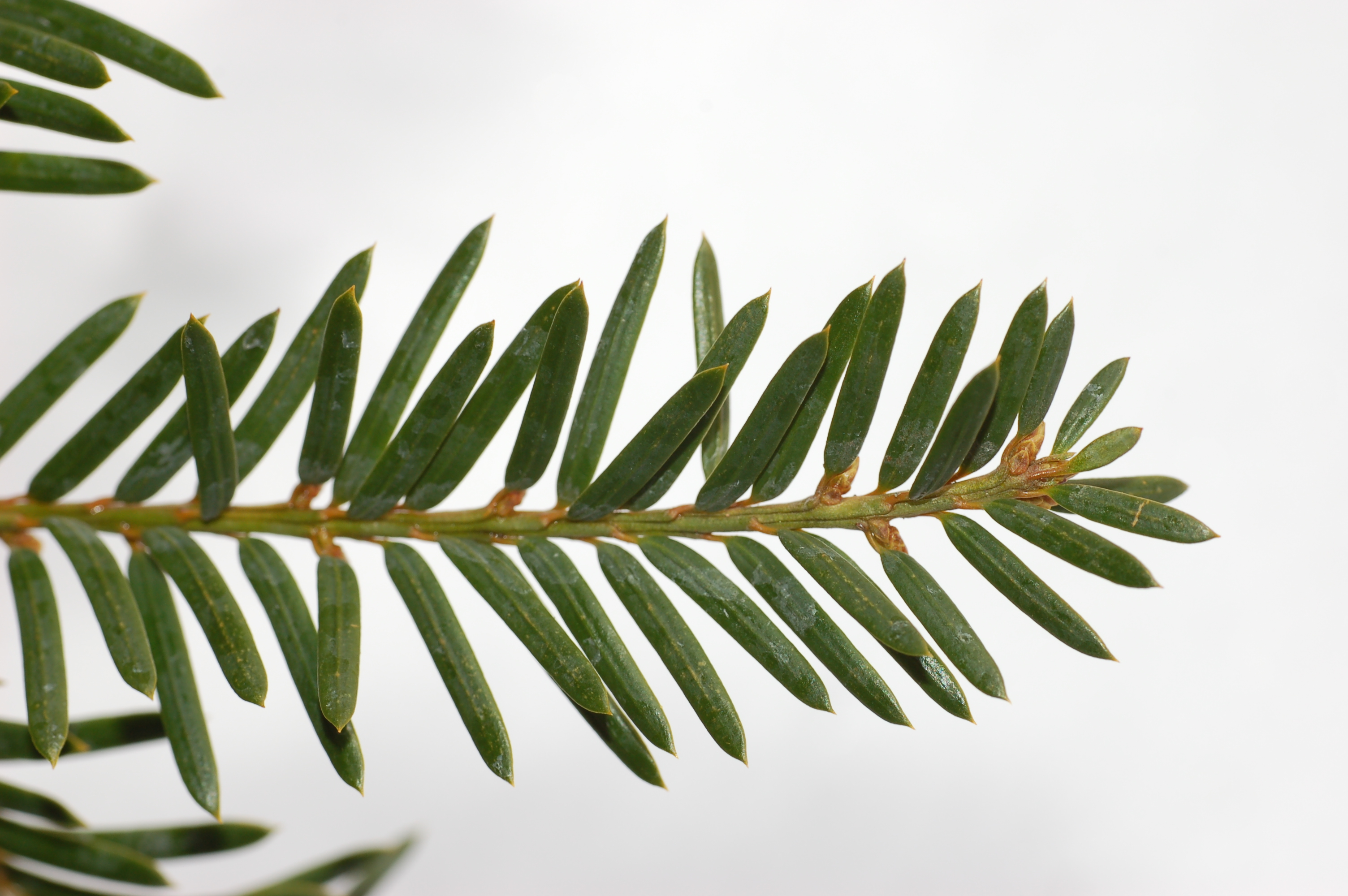